# Mjölkchoklad

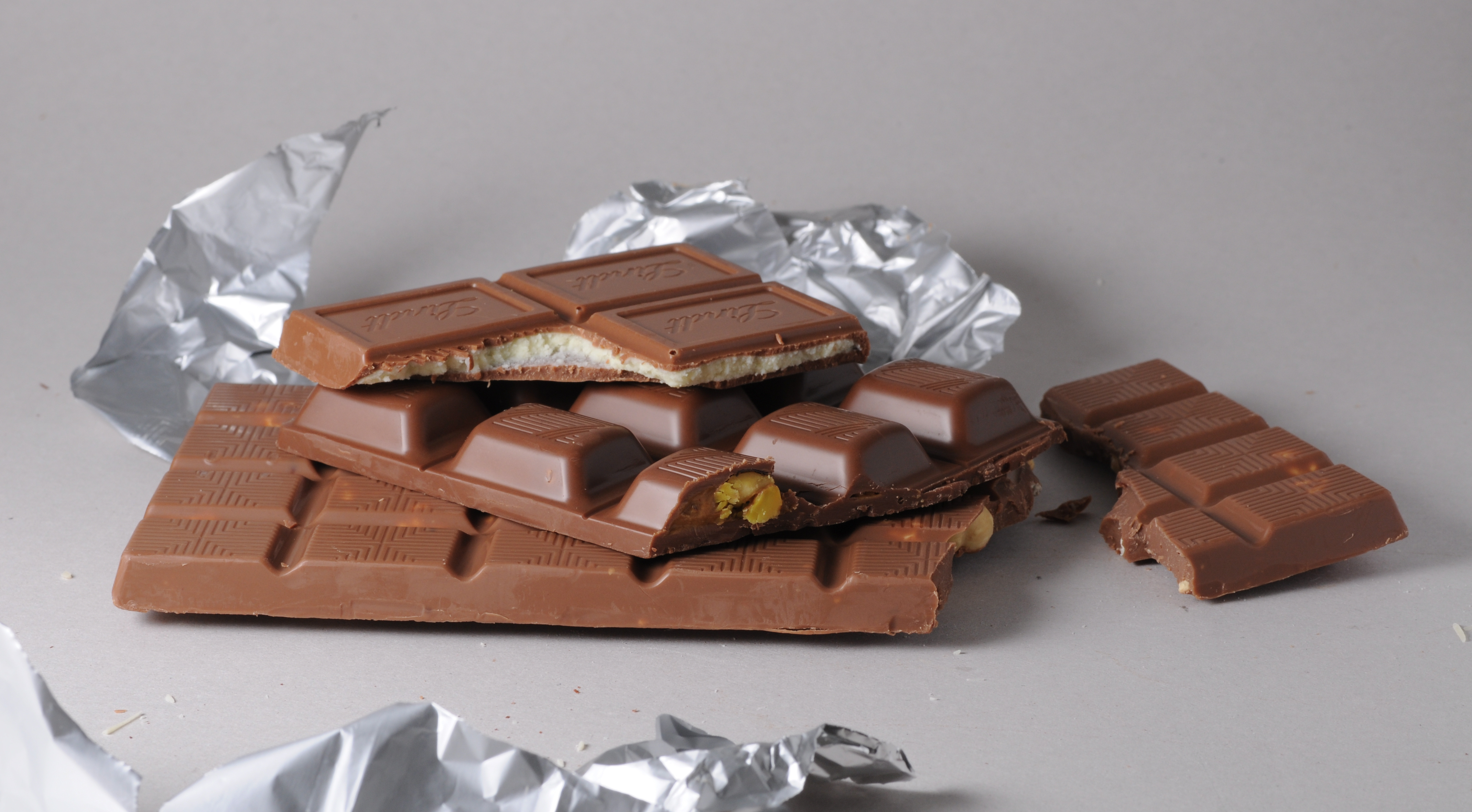
Schweizisk mjölkchoklad med nötfyllning.

Mjölkchoklad är en fast choklad som innehåller mjölkpulver, vanlig flytande mjölk eller kondenserad mjölk. Därutöver innehåller den ofta, likt övrig choklad, socker, kakaomassa, kakaosmör, vanilj och lecitin. Det finns även mjölkchoklad utan tillsatt socker. Mjölkchoklad kallas även ljus choklad.

## Historia
Mjölkchoklad började tillverkas i Schweiz år 1875. Före mjölkchokladens lansering experimenterade Henri Nestlé med kondenserad mjölk vid Daniel Peters schweiziska chokladfabrik.

## Innehåll

### Kakao
USA:s regering kräver att kakan innehåller en minst tioprocentig koncentration av kakaomassa, medan EU kräver minst 25% kakaopulver. En överenskommelse från 2000 lyder dock att det som kallas "mjölkchoklad" i Storbritannien, Malta och Irland och som bara innehåller 20% kakaopulver får säljas som "family milk chocolate" i övriga delar av EU.

### Fett
Mjölkchoklad innehåller vanligtvis ungefär lika mycket fett som mörk choklad.

### Socker
Mjölkchoklad kan innehålla mer socker än mörk choklad, men sockerhalten i choklad varierar beroende på andra ingredienser.

## Hälsa
En studie på män, från Karolinska Institutet 2012, visade att mjölkchoklad kan skydda män mot stroke. Det kunde dock inte uteslutas att det var något annat än chokladen som gav effekten.